# Kveldssanger
Kveldssanger – drugi album norweskiego zespołu muzycznego Ulver. Został wydany w 1995 roku przez niezależną wytwórnię płytową Head Not Found. Teksty utworów zostały napisane w archaicznej odmianie języka duńskiego. Muzyka Kveldssanger diametralnie różni się od zawartej na Bergtatt. Surowy black metal znany z pierwszego albumu ustępuje miejsca akustycznym gitarom, fletom i innym folkowym dźwiękom oraz czystemu śpiewowi Garma wspartego przez chóralne zaśpiewy.

## Lista utworów
1. „Østenfor Sol Og Vestenfor Maane” - 3:26
2. „Ord” - 0:17
3. „Høyfjeldsbilde” - 2:15
4. „Nattleite” - 2:12
5. „Kveldssang” - 1:32
6. „Naturmystikk” - 2:56
7. „A Cappella (Sielens Sang)” - 1:26
8. „Hiertets Vee” - 3:55
9. „Kledt I Nattens Farger” - 2:51
10. „Halling” - 2:08
11. „Utreise” - 2:57
12. „Søfu-ør Paa Allfers Lund” - 2:38
13. „Ulvsblakk” - 6:56

## Twórcy
- Kristoffer „Garm” Rygg - śpiew
- Håvard „Haavard” Jørgensen - gitara akustyczna
- Erik Olivier „AiwarikiaR” Lancelot - perkusja, flet
- Alf Gaaskjønli - wiolonczela
- Kristian Romsøe - produkcja